# Mimopterolophia multituberculata
Mimopterolophia multituberculata – gatunek chrząszcza z rodziny kózkowatych i podrodziny zgrzypikowych. Jedyny przedstawiciel rodzaju Mimopterolophia.

## Zasięg występowania
Gatunek ten występuje na Filipińskiej wyspie Mindanao.